# 亚历山大·希尔
亚历山大·希尔（英語：Alexander Hill，1993年3月11日—），澳大利亚男子赛艇运动员。他曾代表澳大利亚参加2016年和2020年夏季奥林匹克运动会赛艇比赛，获得一枚金牌和一枚银牌。